# Jakob Zeugheer
Jakob Zeugheer   (Zúric, 20 de juliol de 1803 - Liverpool, 15 de juny de 1865) va ser un violinista, director i compositor suís.

## Infància
Nascut a Zuric el 1803, Zeugheer va aprendre el violí primer de Heinrich Joseph Wassermann a la seva ciutat natal, i el 1818 es va col·locar a Múnic sota Ferdinand Fränzl, per al violí, i Joseph Graetz per a la composició i la ciència musical. Una visita a Viena el 1823 va confirmar el seu entusiasme per la música de cambra i per Beethoven, que van mantenir en la vida l'objecte de la seva més alta veneració.

## Carrera com a músic de quartet
L'exemple de Schuppanzigh, i dels quatre germans Moralt, van suggerir a Zeugheer la idea d'intentar el mateix amb els seus amics a Múnic, com "das Quartett Gebrüder Herrmann". Zeugheer era líder; Joseph Wex d'Immenstadt, segon violí; Carl Baader, viola; i Joseph Lidel (net d'Andreas Lidel, l'eminent baríton), violoncel. Van començar l'agost de 1824 cap al sud i van actuar a les ciutats del sud d'Alemanya i Suïssa, i al llarg del Rin, als Països Baixos i Bèlgica. A la primavera de 1826 van actuar a París, davant Cherubini i P. Baillot, i van donar una actuació pública acompanyats per Henriette Sontag i Alexandre Boucher amb els seus fills. Van actuar a París amb el doble quartet en re menor de Spohr, el segon quartet el van interpretar Boucher i els seus tres fills.

## A la Gran Bretanya
Des de Boulogne-sur-Mer, el quartet creuava el Canal; A Anglaterra sembla que van tenir èxit, a Dover, Ramsgate, i especialment a Brighton, on van residir durant cinc mesos. Van donar concerts per tot el sud i l'oest d'Anglaterra, i a Irlanda des de Cork fins a Dublín, on van arribar el novembre de 1827.
A principis de 1828, van viatjar per Belfast a Glasgow, Edimburg i Londres. A Londres tenien pocs compromisos a cases particulars; Wex es va retirar malalt i el quartet es va desfer fins que es va trobar un nou violinista a Anton Popp de Würzburg. Els concerts van començar de nou amb una sèrie de sis a Liverpool l'estiu de 1829, i es van continuar pels comtats del nord. Però a la primavera de 1830 els "germans" havien tingut prou vida en vida. Zeugheer i Baader es van establir a Liverpool, Lidel i Popp a Dublín. Zeugheer va residir a Liverpool fins a la seva mort, Baader fins a la seva jubilació el 1869.
El quartet de Zeugheer va ser el segon que va actuar a Anglaterra i va ser el primer a tocar a Anglaterra, tret dels primers sis de quartets de Beethoven. A moltes poblacions es van trobar que ningú no sabia què era un quartet.

## Carrera com a director
El 1831 Zeugheer va prendre la direcció dels "Gentlemen's Concerts" a Manchester, que va conservar fins al 1838. La "Liverpool Philharmonic Society", originalment una societat privada, va començar el gener de 1840 a donar concerts públics amb una orquestra, i el 1843 va nomenar director Zeugheer. Va dirigir els seus concerts des d'aquesta data fins al 28 de març de 1865, poc abans de la seva mort, que va tenir lloc sobtadament el 15 de juny de 1865.

## Carrera com a professor
Zeugheer va ser molt lloat per la seva tasca com a professor a Liverpool. Tot i no ser pianista, va comprendre plenament l'art d'entrenar la mà. Chorley, el crític musical de l'"Athenaeum", mai va tenir cap professor musical, sinó Zeugheer, el geni del qual va estimar molt i va proclamar en forma impresa. Segons el Diccionari de música i músics de Grove, la interpretació de Zeugheer era de to molt pur i d'expressió refinada, tot i que la seva posició no era favorable a la composició original.

## Composicions
Va escriure dues Simfonies, dues Obertures, una Cantata, dos conjunts d'Entreactes, un Concert per a violí, op. 28, un Potpourri per a violí i orquestra op. 6, un Quartet instrumental, un Andante i Rondo per a piano i violí, op. 21, i una polacca de quatre veus, algunes d'elles publicades. A Liverpool va escriure una òpera Angela de Venècia segons les paraules de Chorley, però no es va produir ni es va publicar, a causa del llibret molt dolent. Va publicar dos conjunts de vals, un duet vocal "Come, lovely May", i altres cançons i glees.
La Biblioteca John Rylands de Manchester conserva el manuscrit d'un Kyrie de Zeugheer, possiblement per la mà del compositor. Té la data de 1832 i està dedicada a un William Hudson. L'obra és en format menor i està puntuada per a cor de SATB, solistes i piano.